# Acanthoderes hondurae
Acanthoderes hondurae es una especie de escarabajo del género Acanthoderes, familia Cerambycidae. Fue descrita científicamente por Chemsak & Hovore en 2002.
Se distribuye por Costa Rica y Honduras. Posee una longitud corporal de 14-17 milímetros.